# Анисимова, Домна Анисимовна
Домна (Домника) Анисимовна Анисимова (Онисимова) (наст. фамилия Зеленцова; 6 [18] января 1815, село Дегтярное, Рязанская губерния — 12 [24] марта 1877, там же) — русская поэтесса, известная также как «Слепая Доманя».

## Биография
Домна Анисимовна Зеленцова родилась в 1815 году (по другим данным в 1807, 1808 или 1812 году) в селе Дегтярном, Спасского уезда Рязанской губернии, в семье пономаря при местной сельской христианской православной церкви Анисима (Онисима) Зеленцова. Фамилию «Анисимова» Домна получила по имени своего отца, а настоящая фамилия была вытеснена из обихода и после смерти поэтессы оказалась забыта.
На 5-м году заболела оспой и практически ослепла: она могла только отличать день от ночи и тёмные цвета от ярких. Слепота отдалила её от детей: она полюбила уединение и рассказы стариков о былом, а также чтение книг и богослужение.
С самого раннего возраста она очень любила слушать чтение, но до 1835 года не имела случая слышать других сочинений, кроме церковных книг, проповедей, старинных повестей и сказок. Когда в 1836 году в селе Дегтярное был назначен новый молодой священник С. Иванов, он, познакомившись с Анисимовой, стал читать ей некоторые новейшие произведения, особенно стихотворения современных поэтов. Когда ей было двенадцать лет, ей прочли «Двенадцать спящих дев» Василия Андреевича Жуковского, эта баллада произвела на неё такое впечатление, что она лишилась сна, и с этих пор у неё появилось огромное желание слагать стихи, что вскоре она и начала делать, диктуя их своему брату, который записывал её произведения.
Первыми её опытами были «Колыбельная песнь» и «Ночь при шуме ветра». Домна старалась скрыть свои произведения, но слух о них дошёл до исправника, который пожелал, чтобы Анисимова описала сельскую жатву. В одну ночь она сочинила довольно большое стихотворение «Описание жатвы».
Молва об её сочинительстве распространилась по всему Спасскому уезду, дошла до губернатора, который донёс о том министру внутренних дел и президенту Петербургской академии наук Дмитрию Николаевичу Блудову, последний же препроводил стихи Анисимовой тогдашнему президенту Российской Академии филологу и литературоведу и адмиралу Александру Семёновичу Шишкову. Академия, заслушав одном из своих заседаний присланные стихотворения постановила, в поощрение таланта Онисимовой, выдать ей сто рублей денег, послать ей из книг: «Часы Благоговения», «Историю государства Российского» Николая Карамзина и некоторые другие книги, а также напечатать «особою книжкою» её стихотворения тиражом четыреста экземпляров. Также Домне Анисимовой местными церковными властями была назначена субсидия в 40 рублей в месяц, которой она пользовалась до самой смерти, поскольку в двадцать лет ослепла окончательно.
В изданный академией сборник стихотворений поэтессы под заглавием: «Стихи девицы Онисимовой, слепой дочери деревенского пономаря, сообщённые в Императорскую Российскую Академию и от неё изданные» (Санкт-Петербург, 1838), вошли следующие стихотворения: «Ночь при шуме ветра», «На смерть друга», «К колыбельному младенцу», «На рождение малютки», «К увядшему цветку», «Приветствие» и «Описание жатвы». В начале сборника были приложены письма Д. Н. Блудова и А. С. Шишкова. Кроме того, в российской литературной газете «Северной Пчеле» за 1838 год в № 39 напечатано ещё несколько стихотворений Домны, а в следующем году в журнале «Галатея» появился очерк П. М. Перевлесского «Девица Анисимова» и опубликовано её стихотворение.
В 1864 году все стихи Анисимовой были надиктованы, переписаны и переданы библиографу М. П. Полуденскому, но издание второго сборника поэтессы осуществить не удалось. Тем не менее, в 1868 году в Прибавлениях к «Рязанским епархиальным ведомостям» была опубликована подборка из 20 стихотворений Анисимовой, преимущественно духовного содержания, и автобиография поэтессы, а уже в 1901 году вышел сборник «Поэты из народа», содержавший одно стихотворение Домны.
О последних годах жизни Домны Анисимовны сведений практически не сохранилось. Дату смерти (и точную дату рождения) поэтессы удалось установить лишь благодаря заметке священника Павла Алфеева, опубликованной в 1915 году. П. Алфеев смог отыскать могилу Домны Анисимовны, мемориальная надпись на которой гласила: «Завещание покойной, бывшей слепой с отроческих лет девы, Домники Анисимовны Зеленцовой, скончавшейся 12 марта 1877 года, после обычного говения, исполненного на 4 неделе В[еликого] поста в добром здоровье, на 63 году. (Родилась 6 января)».
В начале XX века «Энциклопедический словарь Брокгауза и Ефрона» так охарактеризовал произведения этой поэтессы: «Стихотворения А. написаны вполне литературным языком, с соблюдением всех правил метрики; их отличительные черты — любовь к природе, покорность судьбе и сильно развитое религиозное чувство.» Новейшие исследователи указывают на то, что поэзия Анисимовой «представляет довольно необычное соединение элементов одического стиля с напевностью народно-песенной лирики».